# احمدعلی کهزاد
احمدعلی کُهزاد (زاده ۸ ثور ۱۲۸۷ کابل - وفات ۱۳۶۲) یکی از نویسندگان و تاریخ‌نگاران و پژوهشگران برجسته افغانستان بود.

## زندگی
احمدعلی کُهزاد به تاریخ ۸ ثور ۱۲۸۷ در کابل زاده شد، او از مردم چنداول، کابل بود و تحصیل را در لیسه استقلال تمام نمود. او سپس با سمت مترجم زبان فرانسه در دارالتحریر شاهی به کار گمارده شد (۱۳۰۹–۱۳۱۲ش). احمدعلی از ۱۳۱۲ تا ۱۳۱۵ش منشی سفارت افغانستان در رم بود.
شخصیت علمی احمد علی کهزاد، با پنجاه سال کارهای علمی و تحقیقاتی و نگارش کتاب‌ها و آثار بیشمار وی در زبانهای فارسی، پشتو، انگلیسی، فرانسوی و ایتالیای نزد مردم افغانستان و جهان به حدی با اهمیت و با ارزش است، که او را از جمله دانشمندان طراز اول تاریخ‌نگاری و باستان‌شناسی معاصر افغانستان شناخته‌اند.
حامد کرزی، رئیس‌جمهور افغانستان، در پیام خود به مناسبت بزرگداشت صدمین سال تولد او، از کارنامه‌های علمی کهزاد ستایش کرد و او را بنیان‌گذار تاریخ‌نویسی جدید در افغانستان خواند.
از کهزاد با جمع دیگری از روشنفکران چون قدیر تره‌کی، غلام‌محمد غبار، سرور جویا، نعیمی، فرقه مشر فتح محمد خان، دکتر فاروق اعتمادی و غیره از بنیان گزاران حزب وطن نام برده شده است.
کهزاد در لویه جرگه سال ۱۳۴۳ش. از جمله کسانی بود که در تغییر رژیم مطلقه شاهی به رژیم شاهی مشروطه نقش داشت.
وی ناشر کتب و آثار مربوط به تاریخ دوره‌های پیش از اسلام بود. کهزاد همچنین رئیس انجمن پشتو (پشتو تولنه)، انجمن تاریخ و موزه کابل (موزیم کابل) بود.

## آثار
1. تاریخ افغانستان در دو جلد
2. بالاحصار کابل و پیش‌آمدهای تاریخی در دو جلد
3. افغانستان در پرتو تاریخ
4. شاهنامه و مقایسه بعضی از پهلوانان آن و اوستا، سالنامه کابل، سال ۱۳۲۳
5. لشکرگاه
6. رجال و رویدادهای تاریخی
7. مدنیت اوستایی، کابل، سال ۱۳۱۸ش
8. در زوایای تاریخ معاصر افغانستان
9. رهنمای بامیان
10. امپراتوری کوشان
11. زمان شاه و دستگاه استعمار
12. افغانستان چهار راه تمدن (هنوز چاپ نشده است)
13. غرغشت یا گرشاسب
14. افغانستان در شاهنامه (کابل، ۱۳۵۵ش)
15. شابهار یک معبد باستانی، کابل، سال ۱۳۴۶
16. آثار عتیقه بودای بامیان، اثر مشترک: گودار و ژوزف هاکن. (ترجمه)
17. سرخ کوتل، اثر اشلوم برژه. (ترجمه)
18. هنر قدیم افغانستان، اثر: بنجامین راولند (ترجمه)
19. صفت بودایی باختر و مبدأ صفت گریگ و بودیگ، اثر: جوزف هاکن (ترجمه)
20. درام تاریخی اسکندر در افغانستان به فرانسوی (۱۹۴۶م)

و یک تعداد اثر دیگر، او چندین جلد کتب به زبان انگلیسی نیز به رشته تحریر درآورده است.